# Кущовик вохристощокий
Кущовик вохристощокий (Aethomyias perspicillatus) — вид горобцеподібних птахів родини шиподзьобових (Acanthizidae). Ендемік Нової Гвінеї. Живе в тропічних вологих гірських лісах Центрального хребта.
Довгий час вохристощокого кущовика відносили до роду Кущовик (Sericornis), однак за результатами молекулярно-філогенетичного дослідження 2018 року він був віднесений до відновленого роду Aethomyias